# 馬賽象棋
馬賽象棋（Marseillais chess），為1925年出現在法國馬賽的國際象棋變體，特色在於每回合能夠移動兩次。

## 遊戲規則
- 每方每回合有兩次移動選擇，可以是同一枚棋子移動兩次，或是分配至兩枚各移動一次。王車易位算移動一次。
- 如果一方在回合第一手照將對方的王，則該回合結束，輪到對方行棋。對方回合第一手必須應將。
- 在吃過路兵的情形下，可以吃兵的一方必須在該回合第一手吃過路兵，除非己方回合內有多於一次吃過路兵的機會。
- 其他依照正統的國際象棋規則。值得注意的是，任何情況下王所走到的位置都不可有對手棋子的威胁，包括行棋的第一手。王連續移動兩次以穿過對手棋子控制的格子是違規著法。
- 考慮到白方先手的巨大優勢，羅伯特·布魯斯（Robert Bruce）在1963年制定新規：白方第一步只能移動一次。該規則隨後被廣泛接受。

## 與國際象棋的異同
- 白先1. e4/Nf3或者1. d4/Nf3是最常見的開局方式，兩者為白棋帶來顯著的先手優勢。
- 如果遵循「白方第一步只能移動一次」這一規則，那麼 1. d4、1. Nf3或者1. e3 都是比較妥當的開局著法。
- 的作用大幅減弱，而且后本身極易受到攻擊。伺機挺進己方的c兵、d兵或者e兵可以減弱這種威脅。總體而言，后的子力價值少於雙象、雙馬或者馬象。
- 側翼出象（fianchetto），或者用象控制a2-g8和h2-b8兩條斜線（黑方則是a7-g1和h7-b1）的優勢顯著，可以捉兵，也可以邀兌對手的車馬象，藉此掌握主動權。
- 殘局階段，馬的能力遠強於象，前者能控制更多的格子。
- 單車殺單王和雙象殺單王都是可行的，這一點和常規國際象棋相同。
- 單車對單象以及單車對單馬（無兵）的殘局中，車方有必勝著法。常規國際象棋中，上述兩種殘局大多是和棋。
- 單殺單王可行，但較常規國際象棋有難度，因為單王更容易躲進王后的進攻死角，造成逼和。

## 外部連結
- 遊戲下載 （页面存档备份，存于）